# Siège de Lilybée (250 av. J.-C.-241 av. J.-C.)
Première guerre punique
Batailles
- Messine
- Agrigente
- Îles Lipari
- Pointe d'Italie
- Mylae
- Sulci
- Tyndaris
- Cap Ecnome
- Adys
- Tunis
- 1re Panormus
- 2e Panormus
- Lilybée
- Drépane
- Phintias
- Drépane
- Mont Héricté
- 1re Mont Eryx
- 2e Mont Eryx
- Îles Égades

Le siège de Lilybée a eu lieu durant de la première guerre punique en 250 av. J.-C. entre la République romaine et les Carthaginois. Le siège de Lilybée a duré près de neuf ans, sans que les Romains ne parviennent à prendre la cité. Après un assaut infructueux, les Romains ont encerclé la ville et ont coupé les communications terrestres et marines. Dans un premier temps, la flotte romaine a subi de lourdes défaites lors des batailles navales de Drépane et Phintias. Les Carthaginois ont continué d'alimenter la ville par la mer. Neuf ans plus tard, en 241 avant J.-C., une nouvelle flotte romaine intercepte une flotte d'approvisionnement carthaginoise non loin de Lilybée lors de la bataille des îles Égates. Quoique Lilybée résiste encore, les Carthaginois acceptent un traité de paix, par lequel Rome annexe la partie carthaginoise de la Sicile. 

## Sources
Les principales sources ayant relaté ce siège sont l’historien grec Polybe et un fragment attribué à la Bibliothèque historique de Diodore de Sicile. Pour la première guerre punique, Polybe se réfère aux historiens antérieurs, Fabius Pictor, évidemment pro-romain, et Philinos d'Agrigente, sicilien et quasi contemporain de la guerre et, selon Polybe, favorable aux Carthaginois. Il ne reste aucune trace de leurs ouvrages. Le texte de Diodore de Sicile est un fragment inspiré de Philipinos, qui détaille essentiellement le début du siège, mais diverge fréquemment de Polybe, surtout sur les chiffres. Les pertes carthaginoises de Philipinos sont toujours inférieures à ce qu'indique Polybe, tandis que les effectifs et les pertes romaines sont systématiquement supérieures.

## Préambule

Sicile en 248 av. J.-C. En rouge, territoire sous contrôle romain ; vert : territoire de Syracuse ; jaune : réduit carthaginois.

En 264 avant J.-C., Carthage et Rome entrent en guerre, entamant la première guerre punique. Rome avait réussi avant cette guerre à conquérir et soumettre l'ensemble de l'Italie. Elle commençait à devenir une puissance méditerranéenne capable d'affronter les autres grandes puissances telles que Carthage. Carthage était une puissance maritime, une thalassocratie, bien établie en Méditerranée occidentale. Son territoire était situé en Afrique du Nord (actuelle Tunisie) et elle possédait les grandes îles dans la Méditerranée telles que la Corse, une partie de la Sardaigne et la quasi-totalité de la Sicile à l'exception de Syracuse.
La concurrence d’influence et commerciale et la baisse de l'influence grecque en Méditerranée centrale contribuent au conflit. Avant le siège de Lilybée, les Romains s'emparent en Sicile des principales villes : Akragas (Agrigente moderne; Agrigentum en latin; prise en 262 av. J.-C.) et Panormus (Palerme moderne; prise en 254 av. J.-C.). Rome prend progressivement le contrôle de la majeure partie de la Sicile. Les Carthaginois gardent une stratégie défensive. Les ports de Drépane et Lilybée sur la côte est sont les dernières villes à conquérir pour contrôler la Sicile carthaginoise.

## Siège
Le Sénat romain encouragé par ses différentes victoires, envoie l'armée conquérir la cité, espérant chasser les Carthaginois de l'ile. Polybe nous dit que la cité était bien fortifiée, entourée de fossés profonds et de chenaux vaseux, par lesquels on ne pouvait pénétrer dans le port qu'avec beaucoup d'expérience et d'habitude. Selon Diodore, les murs très solides et les nombreuses tours étaient défendues par un fossé sec profond de 20 mètres (60 pieds) et large de 30 mètres (90 pieds). 
En 250 av. J.-C., les consuls Caius Atilius Regulus Serranus et Lucius Manlius Vulso Longus attaquent conjointement Lilybée.  Selon les chiffres que Diodore de Sicile reprend de Philipinos, la défense de Lilybée compte 7 000 fantassins et 700 cavaliers, contre 110 000 Romains, valeurs disproportionnées typiques de Philipinos. Polybe indique des effectifs assez différents, 10 000 mercenaires dans Lilybée commandés par Himilcon, rejoints par 10 000 hommes venus en secours de Carthage.
Les Romains s'établissent des deux côtés de la ville et relient leurs deux campements par un fossé flanqué d'un remblai et d'une palissade, puis dirigent leurs travaux d'approche contre la tour la plus voisine du rivage, du côté de la mer d'Afrique. Selon Polybe, les Romains utilisent des catapultes (oxyboles et pétroboles), des béliers et d'autres équipements de siège, et attaquent le coin sud-ouest des fortifications. Le fossé est comblé et six des tours du mur extérieur sont démolies à coup de béliers. Le commandant de la place, Himilcon, assure une défense active : il fait réparer les brèches, creuser des contre-mines et donne fort à faire aux assiégeants. Les Carthaginois mènent à plusieurs reprises des attaques surprises pour briser l'encerclement romain et détruire le matériel romain. Polybe raconte que chaque jour il les harcelait, guettait l'occasion de mettre le feu à leurs machines, par des attaques surprises de jour ou de nuit, et ces escarmouches étaient parfois plus meurtrières que ne le sont généralement les batailles rangées. Polybe mentionne néanmoins la tentative de certains officiers carthaginois de livrer la ville aux Romains. Les conspirateurs envoient des parlementaires auprès du consul. Informé du complot, Himilcon parvient à force de promesses et de concessions à regagner la fidélité de ces officiers et de leurs hommes. Il fait ensuite massacrer les négociateurs à leur retour du camp romain. 
Les Romains tentent d'établir un blocus maritime pour empêcher le ravitaillement de la ville par la mer. Les narrations de Polybe et de Diodore sur cette stratégie sont contradictoires : tandis que Polybe n'en parle pas, Diodore rapporte plusieurs tentatives romaines pour bloquer l'entrée du port, en y coulant des navires chargés de pierre puis en l'endiguant avec des pierres et de la terre, en ayant soin de consolider ces matériaux au moyen de grandes poutres assujetties par des ancres. Mais la houle détruisit tous ces travaux. Polybe, qui n'a pas mentionné de blocus maritime, peut ensuite présenter avec cohérence le débarquement aisé et par surprise d'une flotte de secours envoyée depuis Carthage, avec 10 000 hommes commandés par Hannibal, effectif ramené par Diodore à seulement 4 000 hommes.
L'assaut romain se poursuit, décrit de façon totalement contradictoire par les deux historiens. Selon Diodore, après avoir comblé le fossé extérieur, les Romains donnent l'assaut au rempart qui longe la mer et parviennent en un autre point à escalader le rempart de la première enceinte. La contre-attaque d'Himilcon les repousse en leur infligeant 10 000 morts et les met en fuite. Il en profite pour détruire par le feu toutes les machines de guerre romaines. Inversement, chez Polybe, Himilcon profite de ses renforts pour prendre l'initiative d'une sortie pour détruire les ouvrages de siège romains. Des combats confus autour de ces engins de siège opposent 20 000 assiégés à au moins autant de Romains. La résistance romaine finit par provoquer le repli d'Himilcon, qui échoue à détruire les machines romaines.
Malgré le blocus romain, Hannibal transfère à Drépane la flotte carthaginoise qui a débarqué les renforts à Lilybée. Selon Polybe, les liaisons entre Drépane et Lilybée sont maintenues grâce à Hannibal le Rhodien, équipé d'un navire léger et rapide et connaissant parfaitement les voies d'accès de Lilybée. Il franchit à plusieurs reprises le blocus romain, avant d'être capturé à la sortie du port,.
Toujours selon Polybe, une tempête commence à endommager les galeries couvertes et les tours d'assaut romaines. Les assiégés profitent de cette opportunité pour sortir attaquer à nouveau les machines romaines, et les incendier. Le vent attise les feux qui détruisent complètement tout le matériel romain. Après la destruction de leurs machines de siège, les Romains abandonnent la stratégie d'assaut, se limitent à entourer Lilybée d'un retranchement et à fortifier leur propre camp, espérant réduire la cité à l'usure. Diodore de Sicile rapporte d'autres difficultés romaines, que Polybe ne mentionne pas : les Romains subissent épidémie et disette, qui causent de nombreuses victimes jusqu'à ce que leur allié Hiéron de Syracuse assure leur approvisionnement régulier. 
En 249 av.J.-C., le consul Publius Claudius Appius Pulcher tente une nouvelle fois d'obstruer l'entrée du port de Lilybée, c'est un nouvel échec. Puis il décide de diriger l'offensive navale romaine sur Drépane. Sa flotte est anéantie par Adherbal à l'entrée de Drépane. Adherbal peut ensuite envoyer un convoi de ravitaillement à Lilybée.
Le siège de Lilybée continue jusqu'en 241 av. J.-C. sans actions militaires rapportées par les historiens — le texte de Diodore est lacunaire, tandis que Polybe rapporte les affrontements recentrés sur Drépane et Éryx —. Lorsque Carthage accepte un traité de paix qui met fin au conflit en 241 av. J.-C., les mercenaires défendant Lilybée et Drépane n'ont pas capitulé et ne sont donc pas prisonniers de guerre. Carthage les ramène donc en Afrique.

## Bilan
Les Carthaginois ont conservé Lilybée jusqu'à la fin du conflit grâce à leur défense et au maintien de leurs liaisons maritimes, ravitaillant les assiégés. La plupart des sièges de cette période ont été menés de façon rapide grâce aux béliers et aux assauts des murailles, mais l'attaque en force romaine a été mise en échec, les obligeant à un  blocus prolongé incomplet donc inefficace. La première guerre Punique a été remportée sur mer par les Romains lors de la bataille des îles Égates, qui détruit la flotte de ravitaillement carthaginoise.

## Sources
- Polybe (trad. Pierre Watz), Histoire : livre I, Paris, Garnier, 1921 (lire en ligne), p. 41 et suiv.
- (grc + fr) Diodore de Sicile (trad. Frédérique Hoefer), Bibliothèque historique : livre XXIV, fragments, Paris, 1865, 2e éd. (lire en ligne).